# Grã-Bretanha nos Jogos Olímpicos de Inverno de 1980
A Grã-Bretanha mandou 48 competidores que disputaram sete modalidades nos Jogos Olímpicos de Inverno de 1980, em Lake Placid, nos Estados Unidos. A delegação conquistou 1 medalha no total, sendo uma de ouro.